# Collodaria
Los colodarios (Collodaria) son microorganismos radiolarios de forma más o menos esférica, marinos, unicelulares con axopodios y que en su mayoría forman colonias.
Fueron descritas por primera vez por Ernst Haeckel en su viaje del HMS Challenger (1858), publicado en 1862 y descritas como parecidos a Spumellaria pero sin cáscara enrejada.

## Hábitat y ecología
Los colodarios se encuentran en todos los océanos; altas poblaciones se agregan en aguas superficiales tranquilas y oligotróficas. Alta densidad de colodarios coloniales se ha reportado en el golfo de Adén y en el Pacífico Norte. La distribución y abundancia diversa de Collodaria sugiere su importancia en la ecología y en las vías biogeoquímicas de los océanos.
Los colodarios son mixótrofos involucrados en diferentes niveles tróficos dentro de las redes alimentarias del océano, ya que pueden atacar activamente una variedad de organismos incluidos copépodos, ciliados, fitoplancton y bacterias. Pueden participar en la fijación del carbono, ya que la mayoría de las especies han adquirido endosimbiontes fotosintéticos (microalgas intracelulares). El dinoflagelado Brandotodium es un endosimbionte común de los colodarios.

## Descripción de la diversidad morfológica
Como otros radiolarios presentan axopodios. Los núcleos y los orgánulos metabólicos se encuentran en el endoplasma interno y se separan del endoplasma externo por la cápsula central. Las formas coloniales pueden aglutinarse en una matriz gelatinosa que puede ser tan pequeña como unos pocos milímetros o tan grande como 3 metros de longitud. Ha habido observaciones de grandes especies solitarias (hasta unos pocos mm). Se observan tres tipos de esqueleto en Collodaria: algunas especies crean un esqueleto con forma de concha alrededor de la cápsula central, otras forman espículas de sílice o no tienen estructuras minerales. La forma de las cápsulas centrales y la densidad de las vacuolas citoplasmáticas pueden variar entre especies y pueden servir como carácter taxonómico distintivo.